# Walter Ruttmann

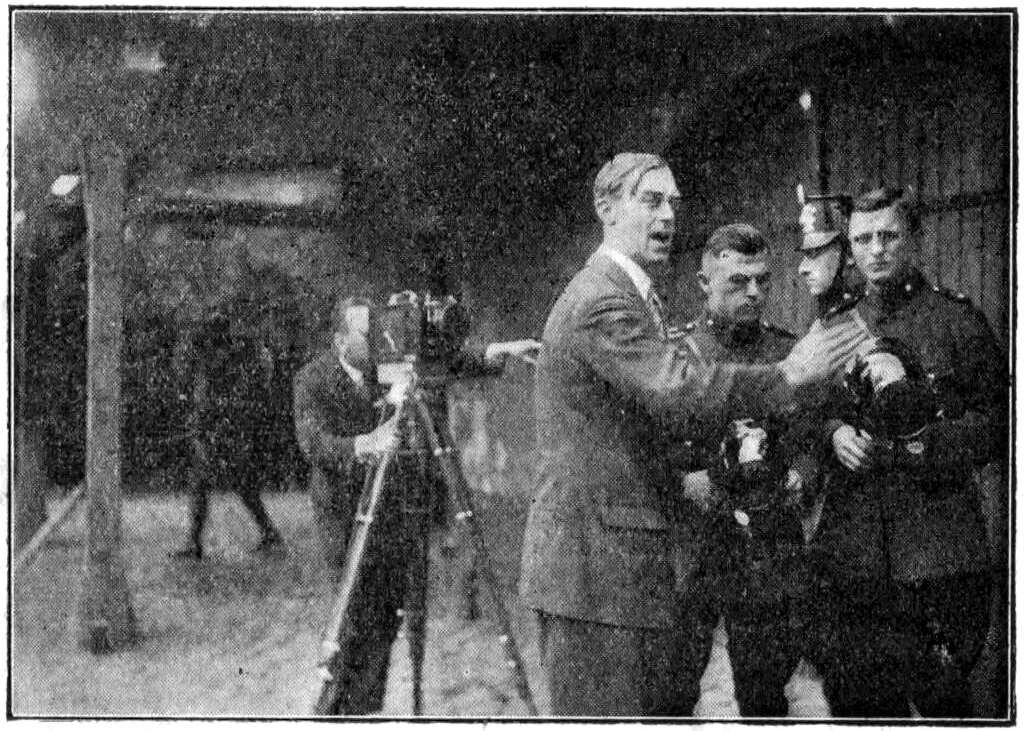
Walter Ruttman, 1928

Walther Ruttmann (28 de diciembre de 1887 en Frankfurt – 15 de julio de 1941 en Berlín) fue un director de cine alemán de la época de las vanguardias. Se le considera, junto a Hans Richter, el principal exponente del cine abstracto experimental.

## Vida
Estudió Arte y Arquitectura, pero desde muy pronto comenzó a realizar cortometrajes experimentales y colaboró con directores ya prestigiosos en Alemania y en el mundo del cine en aquella época, como Fritz Lang o Leni Riefenstahl (cineasta favorecida por Hitler), con la cual colaboró en varias películas de propaganda del régimen nacional socialista.

## Filmografía destacada
Su obra personal más conocida es probablemente la película Berlín, sinfonía de una ciudad (1927) de la que también es coguionista. También es considerado un pionero del arte sonoro, como autor de Wochenende (1930), una película sin imágenes (en ""negro y negro").
También realizó La melodía del mundo (1929), In der Nacht (1931), Acero (1933), y los documentales Manesmann (1937) y Deutsche Panzer (1940), colaborando asimismo en el documental Olimpiada de Leni Riefenstahl, filmado en 1936.